# Лебединий загальнозоологічний заказник
Лебединий — загальнозоологічний заказник місцевого значення. Оголошений відповідно до рішення 13 сесії 22 скликання Вінницької обласної ради від 26.12.1997 р.
На території Потоківської сільської ради, у руслі струмка Баран було утворено ставок біля сіл Рижавка та Потоки, загальна площа якого, складає 54,1 га. Вздовж берегів та прилеглої низини росте очерет, що сприяє гніздуванню різноманітних птахів, деякі з них занесені до Червоної книги України та списку рідкісних видів області. Зокрема: бугай, лебідь-шипун, пастушок, лелека білий. Гніздяться всі вони на водоймищі в досить великій кількості.
Географічне розташування вказаної території сприяє утворенню сприятливих умов для проведення спостережень за птахами. На водоймищі серед численної кількості ростуть: латаття біле, осока затінкова, сальвінія плаваюча. Ці види рослин занесені до списку рідкісних видів області. На правому березі водоймища виявлена степова рослинність: відкасник осотовидний, наперстянка великоцвіта та інші.